# Ubertino da Carrara
Pour les articles homonymes, voir da Carrara.
Pour les autres membres de la famille, voir Maison da Carrara.
Ubertino de Carrara, neveu et successeur de Marsilio da Carrara, qui fut confirmé dans sa souveraineté sur Padoue par la famille Della Scala, et régna en paix jusqu'à l'an 1345.

## Sources
Marie-Nicolas Bouillet  et Alexis Chassang (dir.), « Ubertino da Carrara » dans Dictionnaire universel d’histoire et de géographie, 1878 (lire sur Wikisource)